# ハンス・ガイガー
ハンス・ガイガー（英: Johannes (Hans) Wilhelm Geiger, 1882年9月30日 - 1945年9月24日）は、ドイツの物理学者である。
放射線量を測定するガイガー＝ミュラー計数管の発明や、原子核の発見につながったガイガー＝マースデンの実験、α線の飛程と半減期との関係を示したガイガー・ヌッタルの法則の提唱で知られる。

## 生涯
現在のラインラント＝プファルツ州ノイシュタット・アン・デア・ヴァインシュトラーセに生まれた。父親はインド学者でエアランゲン大学の教授のヴィルヘルム・ガイガー、弟は気象学者のルドルフ・ガイガーである。
1902年からエアランゲン大学で物理学と数学を学び、1906年に博士号を得た。1907年からマンチェスター大学物理学教授のアーネスト・ラザフォードのもとで働き、1909年にガイガー＝マースデンの実験を行った。1911年にはガイガー・ヌッタルの法則を定式化し、原子の構造を明らかにした実験を行った。1912年にベルリンの連邦物理工学研究所のリーダーとなり、1925年クリスティアン・アルブレヒト大学キールの教授となった。1928年に、ヴァルター・ミュラーとガイガー＝ミュラー計数管を開発した。ガイガーはナチス政権下で、テュービンゲン大学とベルリン大学の教授職を得たので、ナチスとの関係が問題にされるが、ガイガーは1945年の彼の死まで、政治的な発言の記録は残していない。
1929年にヒューズ・メダルを受賞した。ポツダムにて没。